# Szergej Mihajlovics Ljapunov
Szergej Mihajlovics Ljapunov (oroszul: Серге́й Миха́йлович Ляпуно́в), (Jaroszlavl, 1859. november 30. – Párizs, 1924. november 8.) orosz zeneszerző és népdalgyűjtő.

## Élete és művei
Jaroszlavlban született. Alig 8 éves volt, amikor édesapja elhunyt, és édesanyjának testvéreivel együtt egyedül kellett felnevelnie. Később Nyizsnyij Novgorod városába költöztek, és Ljapunov a helyi gimnáziumba folytatott tanulmányokat. 1878-tól a Moszkvai Zenei Konzervatórium tanulója. 1883-ban diplomázott, majd Szentpétervárra ment, és ott az orosz ötök zenei irányzatához csatlakozott.
1893-ban az orosz Cári Orosz Földrajzi Társaság megbízásából Ljadovval és Balakirevvel népdalgyűjtő körútra indult. Mintegy 300 népdalt gyűjtöttek össze, amelyeket 1897-ben publikáltak. Az 1900-as évektől Rimszkij-Korszakov mellett dolgozott, majd az 1910-es évektől a Szentpétervári Konzervatórium professzoraként működött. Az 1917-es októberi orosz forradalom után elhagyta Oroszországot. 1924-ben hunyt el Párizsban szívrohamban 64 éves korában. Szimfóniákat, zongoraműveket, és dalokat hagyott maga után.

## Hangfelvételek
- 1. szimfónia, Op.12 (1887) – Youtube.com, Közzététel: 2013. aug. 17.
- 2. szimfónia, Op.66 (1917) – Youtube.com, Közzététel: 2013. aug. 17.
- Etűdök, Op.11 – Youtube.com, Közzététel: 2015. nov. 30.
- Noktürn, Op.8 – Youtube.com, Közzététel: 2015. szept. 27.
- Rapszódia, Op.28 – Youtube.com, Közzététel: 2012. márc. 29.

## Kották
- Lyapunov, Sergey. International Music Score Library Project. (Hozzáférés: 2019. május 17.)

## Fordítás
- Ez a szócikk részben vagy egészben  a   Sergei Lyapunov című angol Wikipédia-szócikk fordításán alapul.  Az eredeti cikk szerkesztőit annak laptörténete sorolja fel. Ez a jelzés csupán a megfogalmazás eredetét és a szerzői jogokat jelzi, nem szolgál a cikkben szereplő információk forrásmegjelöléseként.